# اشنقهم عاليا

لقطة من الفيلم "أشنقهم عالياً" لبطل الفيلم كلينت إيستوود

إشنقهم عالياَ (Hang 'Em High) فيلم غرب أمريكي أنتج عام 1968 من بطولة كلينت إيستوود ومن إخراج تيد بوست، يعد هذا الفيلم أول فيلم أنتجه كلينت إيستوود بواسطة شركته الخاصة The Malpaso Company.

## القصة
جيد كوبر (كلينت إيستوود) شرطي سابق يتم اتهامه من قبل مجموعة من الرجال على أنه قتل رجل وسرق ماشيته فيقوموا بشنقه من على شجرة إلا أنه يتم إسعافه وأخذه للسجن من قبل المارشال ديف بليس، وعندما يتم إيجاد المجرم الحقيقي يطلق القاضي سراح كوبر ويعرض عليه وظيفة مارشال فيقبل كوبر الوظيفة ويبدأ بمطاردة الرجال الذين شنقوه.

## وصلات خارجية
- اشنقهم عاليا على موقع IMDb (الإنجليزية)
- اشنقهم عاليا على موقع ميتاكريتيك (الإنجليزية)
- اشنقهم عاليا على موقع روتن توميتوز (الإنجليزية)
- اشنقهم عاليا على موقع نتفليكس (الإنجليزية)
- اشنقهم عاليا على موقع ألو سيني (الفرنسية)
- اشنقهم عاليا على موقع Turner Classic Movies (الإنجليزية)
- اشنقهم عاليا على موقع أول موفي (الإنجليزية)
- اشنقهم عاليا على موقع بوكس أوفيس موجو (الإنجليزية)
- اشنقهم عاليا على موقع فيلمافينيتي (الإسبانية)
- اشنقهم عاليا على موقع قاعدة بيانات الأفلام السويدية (السويدية)
- Hang 'Em High at Vista Records